# Épître catholique
Pour les articles homonymes, voir Épître (homonymie).
Les épîtres catholiques, ou épîtres universelles, ou encore épîtres générales, sont un ensemble de sept livres inclus dans le Nouveau Testament. L'adjectif « catholique » ne se réfère à aucune confession particulière et doit être pris dans son sens littéral, c'est-à-dire « universel », « qui s'adresse à tous ».

## Présentation
Les épîtres catholiques sont au nombre de sept : l'épître de Jacques, les deux épîtres de Pierre, les trois épîtres de Jean et l'épître de Jude. Certaines éditions leur adjoignent parfois l'Épître aux Hébreux.
Ces sept épîtres sont considérées comme pseudépigraphes par les historiens actuels.
Leur ordre canonique varie en fonction des traditions ecclésiales. Par exemple, dans la Bible de Luther, les épîtres de Pierre et de Jean sont suivies par l'Épître aux Hébreux, elle-même suivie par les épîtres de Jacques et de Jude, parmi les antilegomena dont Luther met en doute la canonicité. Les Églises orthodoxes slaves situent les épîtres catholiques avant les pauliniennes. Dans le canon catholique, elles viennent après les pauliniennes et l'Épître aux Hébreux. 
| Titre français            | Titre grec         | Titre latin          | Abréviation du livre |
| ------------------------- | ------------------ | -------------------- | -------------------- |
| Épître de Jacques         | Επιστολή Ιακώβου   | Epistula Iacobi      | Jc                   |
| Première épître de Pierre | Α΄ Επιστολή Πέτρου | Epistula I Petri     | 1 P                  |
| Deuxième épître de Pierre | Β΄ Επιστολή Πέτρου | Epistula II Petri    | 2 P                  |
| Première épître de Jean   | Α΄ Επιστολή Ιωάννη | Epistula I Ioannis   | 1 Jn                 |
| Deuxième épître de Jean   | Β΄ Επιστολή Ιωάννη | Epistula II Ioannis  | 2 Jn                 |
| Troisième épître de Jean  | Γ΄ Επιστολή Ιωάννη | Epistula III Ioannis | 3 Jn                 |
| Épître de Jude            | Επιστολή Ιούδα     | Epistula Iudae       | Jude                 |